# علياوا (سقز)
قرية علياوا (بالكردية: عەلیاوا) هي إحدى القرى التابعة لـصاحب في ريف قسم زيويه من مقاطعة سقز، في محافظة كردستان الإيرانية.

## السكان
حسب إحصاءات سنة 2006، بلغ إجمالي السكان في علياوا 115 نسمة وعدد المساكن 21 مسكن. لغة سكان علياوا هي اللغة الكردية و هم من أهل السنة والجماعة والمذهب الشافعي.